# Трагедия о Навходоносоре
«О Навходоносоре царе, о теле злате и о триех отроцех, в пещи не сожженных» или просто «Трагедия о Навходоносоре» — пьеса русского писателя Симеона Полоцкого, написанная предположительно между 1672 и 1674 годами. Вошла в авторский рукописный сборник «Рифмологион» (1678).

## Содержание и композиция
Сюжет для пьесы Симеон взял из ветхозаветной «Книги пророка Даниила». Вавилонский царь Навуходоносор попытался заставить трёх «отроков» поклониться идолу, а те отказались это сделать. Царь приказал сжечь их заживо в печи, однако отроки вышли из огня невредимыми. Пьеса включает пролог («предисловец»), единственное действие и эпилог. В прологе Симеон открыто говорит, что его цель — противопоставить царю-тирану, жестокому и своевольному, истинного царя — справедливого и богобоязненного (под последним явно имеется в виду Алексей Михайлович).

## Публикация и восприятие
Точная дата написания пьесы неизвестна. В 1678 году Симеон включил трагедию вместе с «Комидией о блудном сыне» в рукописный сборник своих произведений «Рифмологион» и уточнил в предисловии, что эта книга «есть списанна // не во едино лето начертанна». Учитывая, что пьеса явно предназначалась для придворного театра царя Алексея Михайловича, исследователи полагают, что она была написана после октября 1672 (это дата первого представления в театре) и до 24 февраля 1674.
Остаётся неясным, была ли поставлена трагедия на сцене придворного театра. Исследовательница Н. Ефремова полагает, что таких постановок было две, в Москве на святки и в Преображенском на масленицу, и что пьеса в любом случае не могла удержаться в репертуаре из-за своего несоответствия царским вкусам и требованиям придворного церемониала.